# Polisylogizm
Polisylogizm – układ kolejno następujących po sobie sylogizmów, taki że wniosek poprzedniego sylogizmu jest jedną z przesłanek kolejnego sylogizmu. 
Na przykład: 
| TaP : Każde T jest P |
| RaT : Każde R jest T |
|                      |
| RaP: Każde R jest P  |
| MaR : Każde M jest R |
|                      |
| MaP : Każde M jest P |
| SaM : Każde S jest M |
|                      |
| SaP : Każde S jest P |